# 弁護士
弁護士（べんごし）は、依頼を受けて法律事務を処理することを職務とする法曹の国家資格である。
裁判官や検察官に対して、「在野法曹」と呼ばれる。

## 歴史

### 西欧における弁護士の歴史

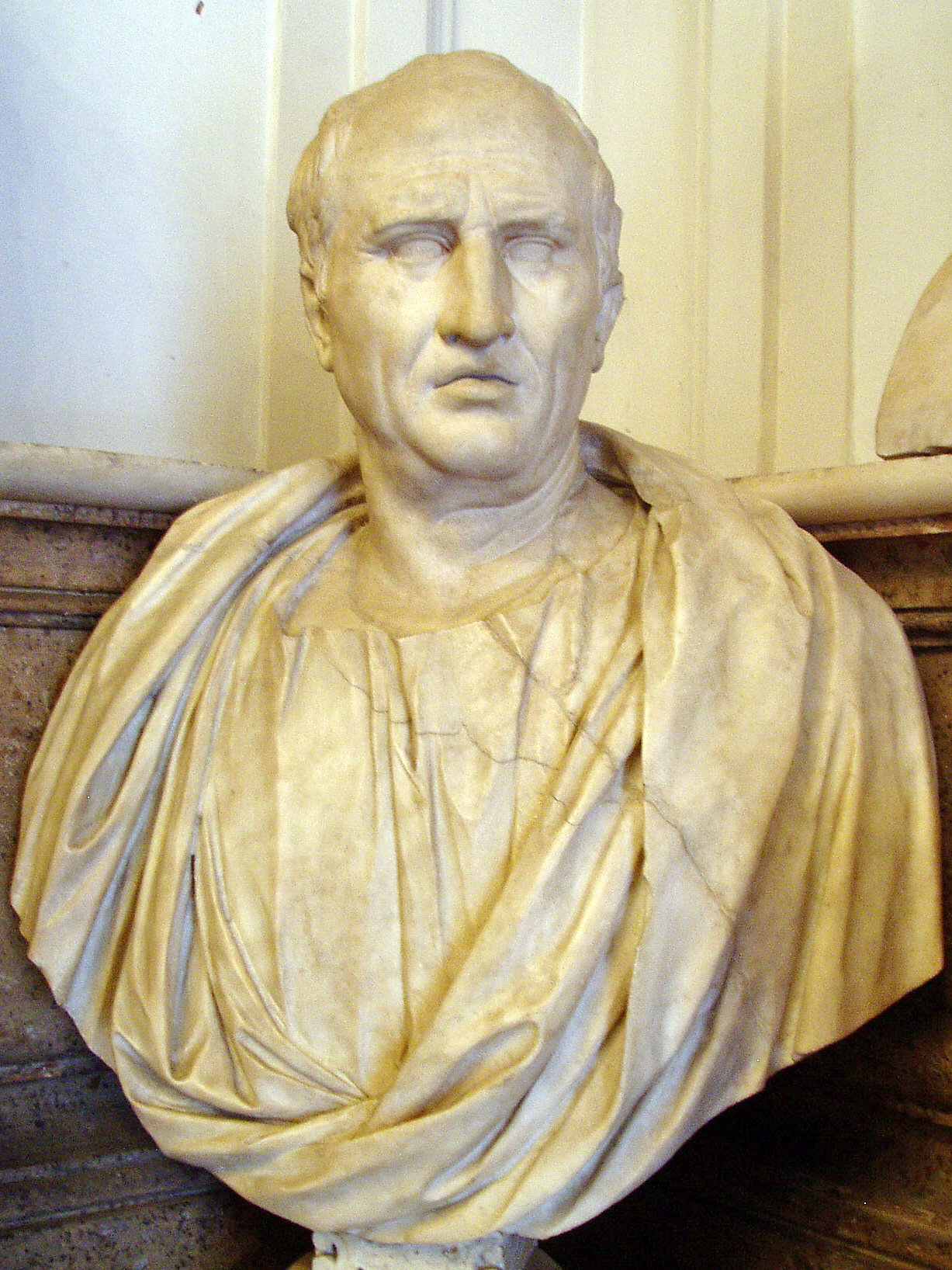
古代ローマのキケロー

現在の弁護士制度は、西ヨーロッパにおいて発達したものに由来する。その起源は、古代ギリシャの「雄弁家（orators）」や古代ローマの「advocates、jurisconsults (iuris consulti)」にまでさかのぼるとされている。例えば古代ローマのキケロは弁護士（法律家）として活動をしていた（某裁判で弁護を行い勝訴し名を知られ、後に文筆家、哲学者、政治家として有名になった。古代ローマにおける私法上の裁判（のしくみ）については、en:Centumviral courtも参照のこと。）

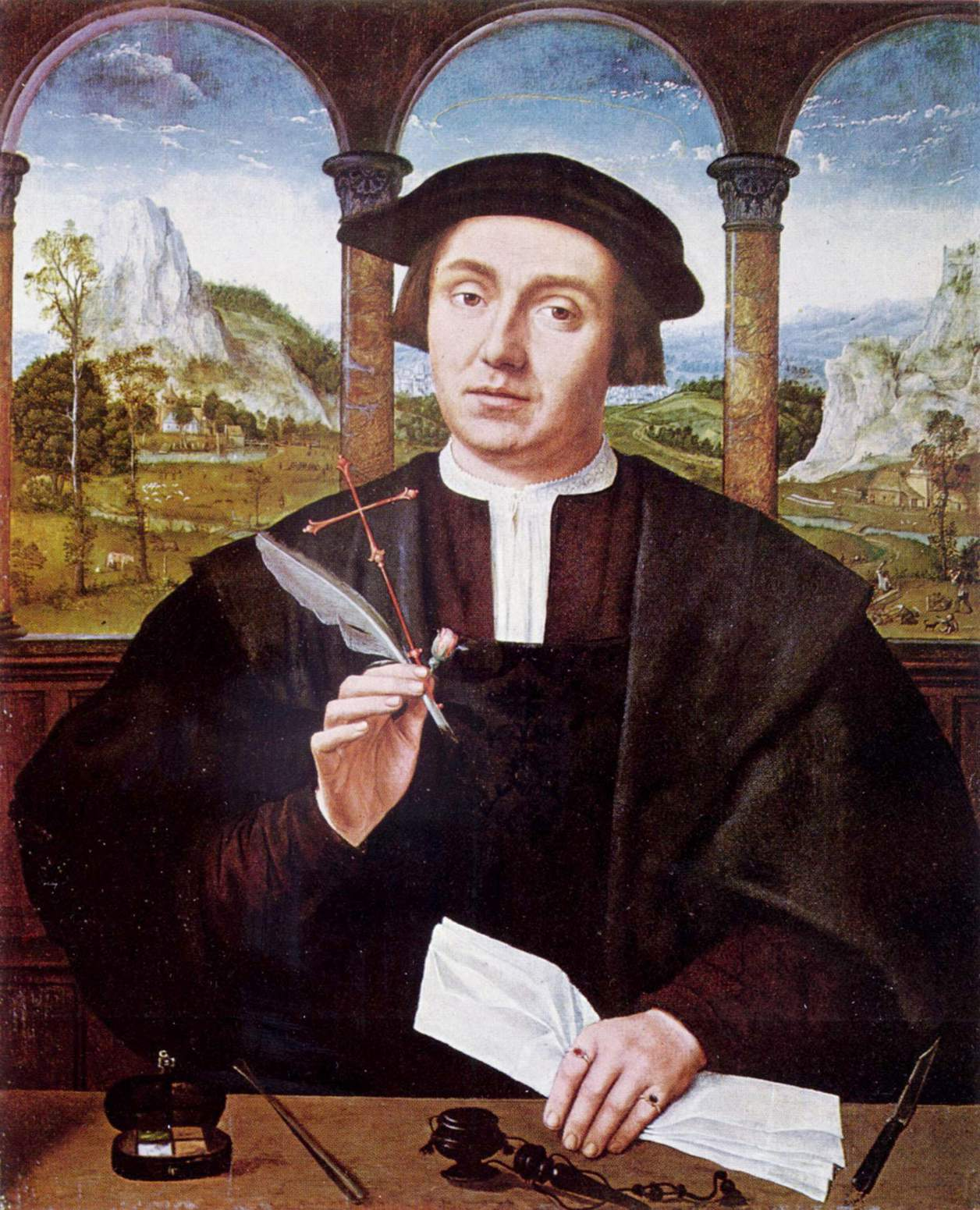
フランドルの画家クエンティン・マサイスによる、ある男の肖像（16世紀の絵画。スコットランド国立ギャラリー所蔵。）

近代までにヨーロッパ各国の地域及び担当する裁判所の種類によって様々な名称があり、また、英国法においては代理を行う者（代訴人や事務弁護士）と弁論を行う者（代言人や法廷弁護士）が区別されており、同国法を継受した諸現在でもそのような区別が残っていることがある。

#### 近世
近世ヨーロッパでは法律家を養成するため、各大学に法学部が設置されていた。

### 日本の弁護士の歴史

#### 中近世
日本では鎌倉時代に六波羅探題等で、争議に際して弁論、口述の長けた代官が存在している。
江戸時代の「公事宿（くじやど）」「公事師（くじし）」は、日本において独自に発達したもので、弁護士に類似するとも考えられるが、その性格は大きく異なる。詳細はそれぞれの項目を参照。明治のはじめの代言人は少なからず公事師が衣替えした者であり、俗に訴訟1件を300文（実際に300文だった訳ではなく、二束三文のように価値の少ないことを表す）で引き受け、不適切な活動を行うという、いわゆる三百代言の語源ともなった。

#### 近代
日本の弁護士の制度は、明治時代になり近代的司法制度の導入とともにフランスの代言人（advocat）に倣って創設されたもので、「代言人（だいげんにん）」と呼ばれていた。ただ、代言人の地位は決して高くはなく、軽蔑されることも多く、また、初期にはきちんとした資格制度が存在していなかったために、中には悪質な者も存在した。
1893年に近代的な「弁護士法」（明治26年3月4日法律第7号）が制定され、「代言人」に代わって「弁護士」という名称が使われるようになり、東京弁護士会が組織された。ただ当時の弁護士は司法省（検事正）の監督のもとにおかれ、その独占業務も法廷活動に限られていた。弁護士は裁判官や検察官よりも格下とされ、試験制度も異なっていた。
1911年（明治44年）には257名の弁護士が存在したが、その事務所は全て東京府に所在した（『日本弁護士総覧』）。
団体としては、弁理士会（1922年、会員数1500名）、第一東京弁護士会（1923年）、帝国弁護士会（1925年、会員数6270名）、第二東京弁護士会（1926年）他、大日本弁護士報国会、司法改革同志会、日本弁護士協会（1931年）、東亜法曹協会（1940年）、大東亜法曹協会、愛国法曹連盟などが結成された。
1936年の改正弁護士法により、弁護士の法廷外での法律事務の独占が認められるようになる。
戦後には、1949年に新しい弁護士法が制定され、国家権力からの独立性が認められた。これを弁護士自治という。同年、日本弁護士連合会（日弁連）が結成された。また、司法試験及び司法修習によって裁判官、検察官、弁護士の資格試験及び修習制度が一元化されることとなった。

## 各国の弁護士

### ドイツ
ドイツの弁護士の特徴は独立した司法機関として規定されていることである。そのため、「局地化主義」「単数許可」「弁護士強制」「成功報酬の禁止」が法定されている。ドイツの法曹三者は同時に養成されている。すなわち、ドイツの大学の法学部で3年半の法律の教育を受けた後、第1次試験の合格者が2年半研修し、その後、第2次司法試験に合格しなければならない。更に弁護士として活動するには、許可（Zulassung）をそれぞれの上級地方裁判所、および連邦通常裁判所から受けたうえ、連邦通常裁判所で創設された強制加入の弁護士会の会員になり、はじめて活動ができる。
法曹三者の試験は州が管轄しており研修生の募集も州が行っている。試験は合否のみならず成績も考慮され、その後のキャリアに大きく影響する。
1次試験の内容は州ごとに異なるが、問題の融通などでレベルは平均化されている。ただし採点基準について疑問視する受験者も多いとされる。また1次試験の合格者数を制限することは憲法違反とされるため人数調整ができない、司法研修の募集人数や時期が1次試験と連動していない、人気の都市部に希望者が集中するなどの理由で、合格者の研修待ちが発生している。1次試験は原則として2回しか受験できず、キャリアへの影響から学生は受験に慎重となり、在学期間が延びる原因となっていた。対策として条件付きであるが、不合格や合格しても点数に不満があれば受験回数にカウントせず再受験を認める制度「空打ち試験」があり、例年30%程度が利用している。1次試験のための予備校もあり、受験生の70%は利用しているとされる。
1次試験に合格した研修生は民事裁判所、検察局か刑事裁判所、行政官庁、弁護士事務所などで研修を受ける。研修生には給費が支給される。なお研修は1次試験を受けたと州とは別の州で受けることも可能であるが、2次試験は司法研修を受けた州での受験になる。州によっては海外での研修も認められる。2次試験も受験は2回に制限されているが予備校を利用する者は少ないという。また裁判官、検察官、省庁の官吏になれるのは2次試験の成績優秀者に限られる。
試験と資格は共通であるが弁護士は刑事、民事など各分野で専門化している。フェルディナント・フォン・シーラッハは刑事事件を専門とする弁護士であり、ドイツでの刑事事件を題材とした作品を発表している。
弁護士の仕事は営業ではないと規定されているが、近年は欧州連邦法に基づき、広告が原則自由化され、営業的な意味合いが強まった。財政の独立から連邦弁護士費用法が存在する。
民間企業の法務を行う者もおり、トーマス・バッハは弁護士事務所を開設していたが、アディダスの国際関係部局にスカウトされた。また、スポーツ仲裁裁判所の控訴部の代表者に任命されたことを機にオリンピックと関わりを持つようになった。
ドイツでは行政官（Verwaltungsbeamte）、大学・国会・教会などで行政に関わる職も法曹資格が必要であり、これらの担当者と法曹三者を合わせて「法曹（Jurist）」と呼ぶ。

### フランス
現代のフランスでは「avocat（アヴォキャ）」と呼ばれる。
フランスにおいては、弁護士についての言及は、遡ればカール大帝の西暦802年のcapitulaire（勅令）に見出すことができる。
現代のフランスの大学における法学教育は広く社会人として必要とされる法学を身につけることにあるとされており、法学部の学位は、法曹資格とは直結していない。司法官や弁護士、あるいは公証人といった個別の職業については、それぞれの職業訓練校が訓練を行っている。フランスの弁護士資格を取得するには、各州の弁護士会が運営する州弁護士修習所 (Centre régional de formation professionnelle:CRFP) の試験を受けて入所し、そこでの修習を受けて修習試験に合格することが必要である。修習期間は18ヶ月であるが、その間、修習生がどのように生活の糧を得るかは、重要な問題とされている。どの州のCRFPで弁護士資格を取得してもフランス全土で弁護士活動ができるが、フランスの弁護士の半数が開業しているといわれるパリの修習所での修習を希望する者が圧倒的に多く、パリでは毎年1500人の修習生を受け入れている。

### イギリス
英国法が3つの法域に分かれていることに伴い、弁護士資格も法域ごとに分かれている。日本において単に「英国弁護士」という場合、イングランドおよびウェールズ法弁護士を指すことが多い。

### アメリカ合衆国
アメリカ合衆国（以下「米国」「アメリカ」）においては、弁護士（attorney-at-law (en) , counselor-at-lawなど）は州法に基づく資格であり、連邦法に規定はない。「米国弁護士」の資格はなく「ニューヨーク州弁護士」や「カリフォルニア州弁護士」となる。州ごとの資格であるため、資格のない州の裁判所で依頼人を代理する等、他州で法律業務を行うことは原則としてできない。ただし、他州の資格のみを持つ弁護士が一時的に自州の裁判所で弁論することを認めたり（pro hac vice）、一定の資格・経験のある他州の弁護士に、自動的に、または略式の司法試験により自州の法曹資格を与えることがある。
司法試験は各州当局により実施されており、受験資格や合格基準も州により異なる。多くの州に共通する部分を概説すると次のとおりである。司法試験を受験するためには、原則としてアメリカ法曹協会が認定するロー・スクールにおいてジュリス・ドクター（法務博士）の学位を取得する必要がある。ただし、英米法系の国において同様と認められる法学教育を受けた者や、非英米法系の国で法学教育を受けた後、アメリカのロー・スクールで一定の学位を取った者にも受験資格が認められることがある。
司法試験の実施も州ごとであるが、多く州では主要法域における米国の一般的法理に関する知識を試す択一式の各州共通司法試験（Multistate Bar Examination）と、当該州の州法を中心とした州独自の試験の二本立てとしている。また、一定の与件のもとで意見書等の法律文書を作成させるといった、法律知識のみならず実務能力を試す試験を実施している州もある。さらにほとんどの州では、司法試験の他に、法曹倫理に関する共通試験（Multistate Professional Responsibility Examination）で一定の成績をとることが要求されている。日本の司法修習のような合格後の訓練制度はないが、州によっては更新制となっており継続法律教習（Continuing Legal Education）を定期的に受ける必要がある。
アメリカには、100万人を超える弁護士がいるといわれ、3万人弱に過ぎない日本と比較してその多さが指摘されることがあるが、アメリカにおいては日本の隣接法律職の業務の多くを弁護士が行っていることに注意すべきである。たとえば、司法書士、行政書士、海事代理士、社会保険労務士といった個別資格はアメリカにはなく、その業務は弁護士の業務に包括され、各分野を専門とする弁護士が担当している。弁理士の業務を行うのは特許弁護士（patent attorney）と出願代理人（patent agent）であるが、前者は弁護士である。さらに、税理士の業務も弁護士と公認会計士が行っている。弁護士としての活動でも離婚弁護士（divorce lawyer）ななど細分化されていることから弁護士保険も専門分野ごとに分けられている。さらに、日本では企業の法務部等で法務業務を行っている者の多くは日本の弁護士資格を有していないが、アメリカの行政組織や企業の法務部で法務業務を行う者（インハウスローヤー）は原則として弁護士であり、約18万人が組織の法務部門所属している。
スポーツエージェントやタレント・エージェントなどの法定代理人や、著作権エージェントなど契約に関連するビジネスでも多くの弁護士が活動している。
弁護士に対する懲戒制度も州により異なる。
州によっては、州を管轄する控訴裁判所が懲戒を行う。懲戒事由も州によって異なり、例えばニューヨーク州では、明確な犯罪行為のみならず、自らのクライアントに便宜を図るために第三者に向けて虚偽発言等を行うことも懲戒事由となる（NY RULES OF PROFESSIONAL CONDUCT RULE 4.1）。「公益の利益に直ちに脅威を与える」場合は仮の資格停止処分も行われる（22 NYCRR §1240.9(a)）。

### インド
インドでは、かつては大学の法学部を卒業さえすれば、弁護士の志望者は少額の登録料を支払うだけで弁護士登録が可能であったため、2018年時点ではその数は600万人を大きく超えており、2022年時点でも世界一の弁護士数となっている。
しかし、インド国内における弁護士の質的向上を図る目的で、2011年まで弁護士の資格試験自体が存在していなかったインドでも、弁護士が法廷代理人活動を行う場合に限り、国家資格が必要となった。これにより、同年3月6日にインド国内で第1回の全国統一弁護士資格試験が実施され、その後も定期的に全国統一弁護士資格試験（資格試験の英称:All India Bar Examination）が実施されている。ただし、法廷代理人活動を行わない弁護士にはこの国家資格が適用されないため、資格試験を受験する弁護士は全体的に少ない。また、受験資格および資格要件も2009年度以降の法学部卒業生に限定され、2008年度以前の法学部卒業生には受験資格・資格要件は適用されず、資格がなくても法廷代理人を務めることは可能である。

### サウジアラビア
サウジアラビアで弁護士制度が誕生したのは1958年と新しく、本格的に弁護士が法廷で活動するようになったのは1980年代に入ってからである。
弁護士という職業そのものがシャーリアに存在しない職業であるため裁判官(カーディー)や法学者(ウラマーやムフティー)と比べるとその地位も社会的尊敬も低く、法律家としては下位の職業であると認識されている。
2000年以降になってからはサウジアラビア国内で教育を受けた人権思想の強い弁護士も現れ始め、アブドゥル・ラハマン・アル＝ラヒムなど、欧米で人権擁護の功績を認められた弁護士も誕生している。
サウジアラビアの法律は、ワッハーブ派の教義に基づくイスラーム法であるため、かつて弁護士はワッハーブ派のムスリムであることが必須条件とされていた。弁護士資格以前にワッハーブ派のムスリムにしか国籍を認めていなかったという事情もあった。しかし2006年からシーア派のムスリム、ズィンミーであるキリスト教徒、ユダヤ教徒、ヒンドゥー教徒にも一定の条件下では弁護士資格が認められるようになった。
弁護士はシャーリアに存在の根拠を持たないため、裁判官などと異なり異教徒がなってもかまわない職業であるとされている。その多くはサウジアラビアと政治的に関係が深いアメリカに居ると言われている。サウジアラビアにおける弁護士の地位は日本や欧米に比べると弁護士自治が低く、裁判の判決に不服従の態度を取るなどを行った場合は、資格を剥奪されたりすることもある。
なお、国王・国家・宗教指導者などを訴えることも実質的にできない。王族相手に訴訟を起こせば「国の統治者たちへの反対意見の流布および扇動行為」という罪状により逮捕され、場合によっては刑務所に収監される場合もある。実際に国王相手に憲法違反裁判を起こした弁護士と大学教授が5年の実刑判決を受けた事例もあった。この弁護士は、出所後は政治難民としてイギリスでイスラーム法的権利擁護委員会を運営している。
刑事裁判では、弁護人は必須ではなく、国選弁護制度などの制度がないどころか、過去に被告人が弁護士の立会いを要求したのに対して裁判に弁護士が立ち会う法的根拠がないとして弁護を拒否した例が複数回出ており、大半の刑事裁判は弁護士なしで行われている。そもそもシャーリアの裁判において、弁護人となる者は、被告人が所属する部族の部族長などの部族有力者、王族、ウラマーなどのイスラム法学者などである。ムフティーに自分の正当性を証明してもらうファトワーを依頼するという手段もある。古くからワスタと呼ばれる仲介者を介して弁護人を頼む社会習慣によって運営されている。弁護士が法廷で弁護するということはワスタへの人脈がない人間が金銭によって弁護人を雇うということであり、有力な人脈のない者にとっては弁護士が最後の頼みの綱でもある。このためサウジアラビア国外の人権擁護団体などが被告人を擁護する場合に雇う事例も多い。
法曹関係者による審議会で審議され相応しいと認められれば弁護士の資格が得られる。審査基準は非公開であるが、一般的にはサウジアラビア国内の大学の法学部卒業者、サウジアラビア国外で法学の学位を取得したもの、サウジアラビア国外の弁護士資格を有する者などといわれている。日本ではサウジアラビアの弁護士に対して、相互主義原則に反するなどの理由から外国法事務弁護士の登録を認めていない。
シャーリアと英米法の折衷ともいうべき独特な弁護士法は、サウジアラビアで最初の弁護士であり、王家の法律顧問でもあるアハマド・ザキ・ヤマニが起草している。長年にわたり国内に法学の専門教育を行う教育機関が満足になかったこともあり、弁護士の多くは留学して教育を受けていたが、現在ではキングアブドゥルアズィーズ大学法学部の卒業生が弁護士になり完全な国産弁護士が誕生している。しかし、2008年に初めて女性の卒業生が出たが当時は、当時は法務省が弁護士業務の認可を出さなかった。2011年になって初めて女性弁護士が誕生した。
弁護士が行っている仕事のひとつとして、各省庁のハイヤ（委員会）の委員がある。ハイヤのメンバーはイスラム法の専門家何人と世俗法の専門家何人により構成されると定款に明記されており、世俗法（カーヌーン）の専門家として弁護士が選ばれている。

### 朝鮮民主主義人民共和国
朝鮮民主主義人民共和国（北朝鮮）にも弁護士制度は存在するが、その機能は民主主義国家におけるものとは異なり、個人の人権擁護や尊重を目的とはしておらず、人民の思想的引き締めの役割を与えられ、党優先の政策に忠実に尽くす存在であり、明確に国家権力の側に立って体制の維持に貢献するためのものであるとされる。すなわち、朝鮮王朝期から変わることなく近代化社会から取り残された同国の儒教的・家父長制的な体制を反映し、国家の忠実な使徒として魔女狩り的な役割を果たしているのであるという。
同国の弁護士制度は、1945年11月28日の「司法局布告第6号　弁護士の資格及び登録に関する件」により始まったとされる。当初は弁護士の数は少なかったが、その多くは日本の司法試験に合格した者であった。国家創設期の混乱状況にあったことや、国家を担う人材の大半がパルチザン出身で知識階級を欠いていたことなどにより当局も十分対応することができず、その存在や個人事務所の開設を容認していた。
1947年2月7日に「弁護士に関する規定」（臨時人民委員会決定第179号）が制定され、1948年11月1日に内閣決定第59号「弁護士に関する規定」が制定され、1993年12月23日には「弁護士法」が採択されたことにより、同国独自の弁護士制度が確立していった。このような弁護士制度整備の目的は、金日成政権の確立に呼応してその指導に応える組織を成立させ、これを統制し、協力を得ることが必要となったことにあると見られている。
同国の弁護士は人権を保障するものとされ（同国弁護士法第2条）、国家からその活動の独立性を保証されていることになっている（同第6条）が、同国弁護士法の目的は「法の正確な執行を保障する」ことにあるとされ（同法第1条）、弁護士は公平性・客観性・科学性を保障する義務（同第5条）、人民に対し国家法を解説しよく守るように諭す義務（同法第11条）や積極的真実義務（同法第12条）を負うとされる。これらの規定を前提とすると、同法の想定する「人権」の概念は理解困難なものとなる。また、弁護士の独立性に関して同法の規定は相互に矛盾しているが、このような矛盾は同国の法律においてはよく生じているという。
1990年代の同国においては、弁護士は検察官と一体になって刑事裁判の被告人を糾問する側に立つことが知られており、中には「検察官の求刑は甘すぎる」と主張し、逆に処断刑を重くする例もあるという。そのため、同国市民は刑事裁判において弁護人を選任することを避ける傾向があるという。

## 日本の弁護士

### 概要
日本の弁護士は、民事訴訟では、原告・被告等の訴訟代理人として主張や立証活動等を行う。破産や民事再生法、会社更生法の申請などの法的倒産処理手続やこれに関連する管理業務などの法律事務を行い、関連する法律相談も行う。
また刑事訴訟では、弁護人として被告人の無罪を主張し、あるいは適切な量刑が得られるように、検察官と争う。
職務上請求を行うことができる八士業の一つである。
弁護士記章には、中央にエジプト神話マアトの「真実の羽根」との重さを比較する天秤を配した向日葵がデザインされている。

### 業務

#### 職域と独占性
弁護士は、法律事務一般を扱うことができる（弁護士法第3条1項）。
弁護士または弁護士法人でない者が報酬を得る目的で法律事務を業とする「非弁行為」は、原則として禁止されている（業務独占、弁護士法第72条）。
弁護士または弁護士法人でない者が「弁護士」の標示をすること等は禁じられている（名称独占、弁護士法第74条）。

#### 業務の流れ
弁護士の業務は、一般的に次のような流れで行われる。
1. 相談者から法律相談を受ける。
2. 法律相談の内容を法的に検討し、法的なアドバイスを行う。
3. アドバイスだけでは解決しない場合は、依頼者と委任契約を締結し、依頼者と合意した目標実現へ向けて裁判内外の手続を実施する。

#### 業務分野の分類
弁護士の業務は、主に法律事務ないし法務である。これはいくつかの観点から分類が可能である。
事案ごとの内容次第で他の分野に分類可能であることもあり、各分野の境界線は曖昧である。

##### 一般民事
個人の依頼者から委任される、民事上の一般的な法律問題を扱う分野である。
主として一般民事を取り扱う弁護士を、「マチ弁」（「街弁」または「町弁」）と呼ぶ。
一般民事（狭義）
個人間の偶発的な紛争事件（交通事故、近隣紛争など）や、金銭問題などの解決が含まれる。
家事
離婚や相続など、家事事件に関する法律問題を扱うものである。
消費者問題
消費者が事業者から不当な契約を結ばされたと目される場合などに、消費者の権利を擁護するものである。
労働（労働者側）
解雇や未払い賃金の問題など、労働者と使用者の間の紛争を取り扱うものである。2010年代後半以降は退職代行を扱う弁護士も現れた。

##### 倒産・再生
法的整理・私的整理を問わず、あらゆる倒産処理手続において債務者を含む関係当事者にアドバイスし、手続を代理できる。
倒産処理を主業務とする弁護士らは、要求される専門性の高さや、非訟事件である倒産事件において高度な連携が要求されることなどから、独特な集団を形成していることが多く、所属法律事務所の垣根を越えて「倒産村」と俗称される。
個人を依頼者とする破産・再生事件は債務整理とも呼ばれる。
管財実務
日本の実務においては、破産事件における破産管財人、民事再生事件における管財人および保全管理人ならびに会社更生事件における更生管財人などの管財業務には、通常は弁護士がその任に当たる。

##### 企業法務
主として企業を依頼者とする法律問題を扱う分野である。
広義の企業法務は、多くの場合、狭義の企業法務（コーポレートとも）、金融法務（ファイナンス法務とも）、税務、知的財産、倒産・事業再生、紛争処理などの分野に分かれている。いずれの分野も渉外案件を含み得る。
企業法務（狭義）
一般企業法務（ジェネラル・コーポレート）、コーポレートガバナンス、M&A、労働問題（使用者側）などが含まれる。
金融法務
企業の資金調達に関する法務や、金融機関に関する法務をいう。バンキング、キャピタル・マーケット、金融規制、ストラクチャード・ファイナンス、アセット・マネジメントなどを扱うものである。
知的財産
知的財産（IP）を取り扱う分野である。平時の知的財産戦略の策定・権利化に関するアドバイスや出願等の手続代理も行う一方、知的財産に関する紛争にも対応する。音楽など著作権に関わる企業に雇用されている者もいる。
労働（使用者側）
企業と労働者との間に生じたトラブルの解決のほか、就業規則などの企業の内部制度構築支援も含む。
税務
取引スキームの構築にあたり税務上の観点からアドバイスを行う。課税当局との紛争に発展した場合は、審査請求や税務訴訟における代理も行う。この分野を扱う弁護士は、後述する税務当局への通知を行っていることが多い。
スポーツ法務
競技団体の制度設計・運営支援や選手のマネジメント、試合中の紛争の解決などを取り扱う。例えば、日本プロ野球選手会の代理人交渉制度における公認代理人となることができるのは弁護士のみであったり、スポーツ調停の調停人は原則として弁護士が選ばれるなど、弁護士の資格がなければ扱えない業務が多い分野である。

##### 刑事弁護
刑事手続において、弁護人として被疑者や被告人を弁護する。公判における法廷弁護活動だけでなく、捜査段階における不起訴に向けた活動、示談交渉や身柄解放に向けた活動（保釈請求など）も含まれる。冤罪が疑われる事件、死刑が確定した事件について再審請求に取り組む弁護士もいる。一般に、刑事弁護は犯罪者を守る仕事として非難されることがある。しかし、無罪推定の原則、国家権力に対して被疑者被告人が劣位に置かれることや、裁判を受ける権利等の適正手続を保障することに照らし、対立当事者構造の下、弁護人制度が設けられるに至っている。
犯罪被害者の支援等（告訴,告発,不起訴の際の検察審査会への申し立て、警察、検察、裁判所等に呼び出されたときの同行、助言、その他）を行う弁護士もいる。

##### その他
行政事件や人権に関わる活動を行う者もいる。
法律関係以外の仕事としては、司法試験合格者は国会議員政策担当秘書の試験を受けなくとも申請のみで資格が与えられるため、政策担当秘書として働く者もいる。
検察審査会の検察審査員の職務に就くことができない。
裁判員の職務に就くことができない。

#### 他士業との関係
弁護士の職務範囲には、以下のように隣接士業の職務が幅広く含まれる。

##### 弁護士法の規定
弁理士業務
弁護士は、弁護士法上、別途弁理士の登録を受けることなく、弁護士登録のみで当然に弁理士の職務を行うことができる（弁護士法第3条2項）。
税理士業務
弁護士法第3条2項は、弁護士登録のみで税理士業務も行いうると読めるが、実際に弁護士が税理士業務を行うためには、税理士法第18条の税理士の登録を受けるか、同法第51条1項による通知を要する。税理士法第51条第1項の通知を行った弁護士は通知弁護士と通称される。

##### 「一般の法律事務」に含まれる業務
法律上は他士業の独占と規定されている業務であっても、「一般の法律事務」に含まれることにより弁護士登録のみで取り扱うことができる分野が多い。
例えば、登記申請代理行為は、一般の法律事務に含まれるため、弁護士の本来の職務に含まれるものであり、司法書士業務についても当然に行うことができる。
同様に、行政書士、社会保険労務士、海事代理士、海事補佐人の職務を行うこともできる。ただし、海事代理士の業務の一部(船舶の登録など)は弁護士であっても行うことはできない。

##### 隣接士業の登録
弁護士となる資格を有する者は、その資格をもって、弁理士、税理士、行政書士、社会保険労務士、海事補佐人の資格登録をすることができる（各根拠法に規定がある。）。
司法書士や海事代理士については、弁護士であっても所定の国家試験に合格しなければ登録することはできない（各根拠法に無試験での登録を許す規定がない。）。
隣接士業はいずれも各所管行政庁の監督下にあるから、弁護士が隣接士業の登録を行った場合は、その範囲において所管行政庁からの監督が及ぶものとなる。

#### 業務上の義務
弁護士は、法律事務を取り扱う高度な権限を認められているがゆえに、職務上高度な義務を負う。これを弁護士倫理という。
日本弁護士連合会は、弁護士の倫理的基盤を確立すると共に職務上の行為規範を整備するため、2004年11月10日に開催された臨時総会において「弁護士職務基本規程」を会規として制定した。

#### 宣伝・広告

##### 宣伝・広告の解禁
以前は、弁護士は、職業の性格上、宣伝広告をすべきでないという考え方が一般的で、弁護士や法律事務所の広告は日弁連の会則で全面的に禁止されていた。この規制は2000年10月より撤廃され、大都市を中心に債務整理、破産手続等を担当する法律事務所を中心に、鉄道やバスの車内、スポーツ新聞、タウンページ、インターネットなど広く一般に対する広告が増えてきている。

##### 宣伝・広告に関する規制
弁護士広告は自由化されたが、品位を損なう広告など、一定の広告は日弁連の会則・規程により規制されている。
一例として、「専門分野」の表示は、国民から情報提供が望まれている情報ではあるものの、専門性の評価に関する客観的な指標がないことなどから、原則として非推奨とされ、「得意分野」などの専門性の評価を伴わない表示であれば許容されている。こうした規制に対応するため「〜に強い弁護士」といった表現を用いた弁護士広告がなされることが多いが、客観的な評価基準はなく、実際の専門性の高さや経験の豊富さは担保されていない。

### 資格の得喪等

#### 弁護士登録を受ける資格
日本では、法科大学院課程を修了しまたは司法試験予備試験に合格した後、法務省司法試験委員会が行う司法試験に合格し、司法研修所へ入所して司法修習を修了し、日本弁護士連合会に登録を受けるのが最も典型的な弁護士資格の取得方法である。
他に以下の者に資格がある。
- 最高裁判所裁判官の職にあった者（弁護士法第6条）。行政官や法学者など、法曹資格を持たない者が任命されることがあるため。

以下の者は、日本弁護士連合会の研修を修了して法務大臣がその修了を認定した場合に弁護士となる資格を有する（弁護士法第5条）。
- 司法試験合格後[注釈 8]、国会議員、内閣法制局参事官や、大学で法律学を研究する大学院の置かれているものの法律学を研究する学部、専攻科若しくは大学院における法律学の教授若しくは准教授の職、などに在った期間通算5年以上経験した者
- 司法試験合格後に、公務員や民間人として立法作業や契約書等の作成に従事した期間が通算7年以上経過した者
- 副検事が特別考査に合格して、検察官（副検事を除く）として5年以上在職した者

経過措置として、司法試験に合格せずとも、2004年4月1日時点で、法律学を研究する学部、専攻科もしくは大学院における、法律学の教授もしくは助教授の職歴を通算5年以上有する者などについては、弁護士資格が与えられた。また、1972年の沖縄復帰に関連し、布令弁護士に絡んで法務省の司法試験管理委員会（現在の司法試験委員会）が沖縄復帰までに法曹として必要な学識及びその応用能力を有するどうかを判定するための以下の順で試験や講習や選考を実施し、選考等に合格した者は日本国で弁護士の資格が与えられた。
これらの要件を満たしたうえで、日本弁護士連合会に備えた弁護士名簿に登録されて、はじめて弁護士となることができる（弁護士法第8条）。

#### 欠格事由
以下の者は上記の規定にかかわらず弁護士となることができない（弁護士法第7条）。
- 禁錮以上の刑に処せられた者[注釈 10]
- 弾劾裁判所の罷免の裁判を受けた者
- 懲戒の処分により、弁護士もしくは外国法事務弁護士であって除名され、弁理士であって業務を禁止され、公認会計士であって登録を抹消され、税理士であって業務を禁止され、または公務員であって免職され、その処分を受けた日から3年を経過しない者
- 破産手続開始の決定を受けて復権を得ない者

#### 資格取得難易度
一般的には、司法試験の内容の難しさや受験資格に制限があること、1年間の司法修習が必修でありその間修習専念義務により兼業が許されないこと等、資格取得までに長時間を要することや学習に必要な知識・情報の膨大さなどもあり、弁護士は日本国内の数ある資格の中でも最難関資格の一つとして知られる。日本の司法試験が極めて難関であることは海外の弁護士にも知られている。
一方で、司法試験単体の合格率だけ見れば、旧司法試験においては約3%であったものが、2019年には30%以上と高い水準になっている。その原因は、資格取得ルートの枢要と位置付けられた法科大学院の人気が低迷し、連動して司法試験の受験者数も年々減少しているのに、合格者数は減っていないことにあるとみられる。より根本的な原因としては、法科大学院で司法試験対策となるような指導を行うことが禁止されており、結果として法律実務の現場で必要なスキルも身に付かないなど、法科大学院と法律実務の現場のミスマッチが生じていることが指摘されている。法曹界に幅広い人材を呼び込むため、一層の改革が求められている。

#### 弁護士人口
日本に於ける弁護士の数は、2021年12月1日時点で、43,030名（うち女性8,350名）となっている。
2019年には、司法試験合格者数が過剰であり、弁護士の質の維持が図れないなどとして、複数の弁護士会が共同して、法務省に対して司法試験合格者を削減するよう声明を発表している。
しかし、#地域的偏在の問題において後述するように、2020年末現在でも地方の司法過疎は未だ解消されておらず、地方ではまだ弁護士は不足しているとの指摘がある。

### 弁護士の組織

#### 弁護士会
弁護士会が原則として各地方裁判所管轄区域ごとに置かれ（例外は東京都で、3つの会がある。これは歴史的な事情による）、弁護士会の連合体である日本弁護士連合会（日弁連）と共に弁護士の監督を行う。戦前は司法省に弁護士・弁護士会を監督する権限が与えられていたが、戦後は弁護士の国家権力から独立性が高められた。このような弁護士の公権力からの自立性を弁護士自治という。このため、弁護士会および日弁連は強制加入団体となっており、弁護士登録をする者は、各弁護士会と日弁連に対し会費を拠出する。

#### 法律事務所
弁護士が執務する事務所を法律事務所と呼ぶ。一般には「弁護士事務所」と呼ばれることもあるが、弁護士法上の正式名称は「法律事務所」であり、事務所の名称には原則として「法律事務所」という文言を含む名称を付すことが義務付けられている（弁護士法20条1項）。
法人化を認める弁護士法の改正がなされたことから、一部の法律事務所は法人化しており、事務所を複数持つことができるなどのメリットがある。法人化していない法律事務所は、法的には弁護士の個人事業か、民法上の組合であると解されている。経営弁護士が複数の場合、組織法的には、民法上の組合や弁護士法人がある。
構成人数としては、弁護士が1人のものから600人以上のものに至るまで様々であるが、大人数の事務所は東京や大阪（特に東京）に集中している。
アメリカ・イギリスなどの大規模法律事務所（弁護士数千人が所属）と比べ、日本の法律事務所は規模は小さいが、近年は合併などにより大型化し、2021年現在では五大法律事務所では所属弁護士の数が500人を超えることも珍しくなくなっている。

#### 弁護団
ある社会的事件において多数の被害者が生じたり、または数は少なくとも問題を社会に広く訴えかける必要が生じた場合などに、弁護士の有志が自発的に集まって結成する集団を弁護団という。
各弁護士が所属する法律事務所の垣根を超えて弁護士が集まるのが特徴であり、ベテランの技術と若手の熱意を統合できることが利点である。また、社会的問題の解決へ向けて司法的手段に留まらない対策を講じることも多く、政治家とのパイプ作りやメディア対策を通じて世論形成に努めるなど、立法的解決を図ることも多い。

### 就業形態

#### 概説
法律事務所を自ら開設し、または既存の法律事務所において勤務することが最も典型的な弁護士の就業形態である。
法律事務所の開設者（経営者）である弁護士を「ボス弁」または「パートナー」、勤務弁護士を「イソ弁」（「居候弁護士」の略）または「アソシエイト」などと呼ぶことが多い。イソ弁またはアソシエイトは、所属法律事務所から業務委託を受ける形（請負契約）とされることが多いが、実際には雇用契約と評価すべきとの主張がなされることもある。いずれの法形式となるかは、勤務の実態により評価される。
最近は企業に直接雇用されたり行政庁で勤務する、インハウスローヤーと称される弁護士も増えている。
既存の事務所に籍だけは置かせてもらえるが固定給はなく事務所の経費負担を求められる者（軒下だけ借りることから「ノキ弁」と呼ばれる）も1997年ごろから出現している。
既存の法律事務所への就職活動が奏功せず、または地域の実情に合わせて積極的に進路選択をした結果、司法修習修了後即時独立することとなる者（即独）も従来から存在している。

#### 収入・所得
弁護士の収入は、様々な理由で画一的な統計的評価が困難である。例えば、勤務弁護士が所属事務所の事件（通称「事務所事件」）を処理することにより勤務先からの報酬が支払われた場合は厚労省の「賃金構造基本統計調査」に反映されるが、勤務弁護士は同時に自力で獲得した事件（通称「個人事件」）を処理することにより依頼者から直接報酬を得ることが多く、個人事件の報酬は上記統計調査には反映されない。このような前提をもとに国税庁の税務統計を分析すると、2010年以降2013年ごろにかけて、課税所得（収入から経費を控除した額）2000万円超の層と低所得の層が減少し、中間層の500万円～1000万円の層が増加しており、格差が減少していると指摘されている。また、全業種では申告所得額200万円以下が全体の6割を占めていることと比較すれば、弁護士は依然として高収入の部類にあると指摘されている。
数少ない出身校別の調査結果としては、2016年10月、「法科大学院の出身校別の年収1千万円以上の割合は、東京大55.6％、慶応義塾大学47.6％である一方、早稲田大は26.4％」との調査結果も報道されている。
『弁護士白書　2023年版』147頁によると、弁護士の収入・所得の平均値・中央値は以下の通りである。
| 調査年 | 2008年 | 2010年 | 2014年 | 2018年 | 2020年 | 2023年 |
| ------ | ------ | ------ | ------ | ------ | ------ | ------ |
| 収入   | 3389   | 3304   | 2402   | 2143   | 2558   | 2083   |
| 所得   | 1667   | 1471   | 907    | 959    | 1119   | 1022   |

| 調査年 | 2008年 | 2010年 | 2014年 | 2018年 | 2020年 | 2023年 |
| ------ | ------ | ------ | ------ | ------ | ------ | ------ |
| 収入   | 2200   | 2112   | 1430   | 1200   | 1437   | 1500   |
| 所得   | 1100   | 959    | 600    | 650    | 700    | 800    |

##### 自営業者の場合
弁護士の94%は自営業者である。いわゆる勤務弁護士（イソ弁）でも、自営業者として組合に参加している場合が多く、必ずしも法律事務所を経営しているわけではない。各年の弁護士白書によると、自営業者の弁護士の収入・所得の平均値・中央値は以下の通りである。
| 調査年 | 2004年 | 2006年 | 2008年 |
| ------ | ------ | ------ | ------ |
| 収入   | 3624   | 3453   | 3397   |
| 所得   | 1654   | 1632   | 1598   |

| 調査年 | 2004年 | 2006年 | 2008年 |
| ------ | ------ | ------ | ------ |
| 収入   | 2006   | 2400   | 2200   |
| 所得   | 1203   | 1200   | 1100   |

また、平成16年サービス業基本調査によると、法律事務所（一事業所あたり）の平均所得は1829万円である。同調査における平均値は1301万円である。

##### 被雇用者の場合
上述の通り、被雇用者の弁護士は全体の6%に過ぎない。賃金構造基本統計調査によると、被雇用者の弁護士の平均収入は以下の通りである。
同調査は抽出調査であり、毎年サンプル数やサンプル自体が変動する。
たとえば、2005年については年間賞与が1000万円を超えることになっている（他の年度は100万円から200万円台）。
| 調査年   | 2005年 | 2006年 | 2007年 | 2008年 | 2009年 |
| -------- | ------ | ------ | ------ | ------ | ------ |
| 収入     | 2097   | 772    | 852    | 801    | 679    |
| 年齢     | 40.5   | 32     | 35     | 41.5   | 36.4   |
| 調査人数 | 930    | 150    | 340    | 40     | 1350   |

2005年に2097万円だったのが2006年には772万円に激減している。同調査によれば、民間企業の被雇用者の平均年収は486万円である。

### 制度の問題点

#### 地域的偏在の問題
2021年12月1日時点での日本の弁護士数43,030名のうち、東京の弁護士会に在籍するのは計20,841名、大阪弁護士会に在籍するのは4,761名、名古屋市を擁する愛知県弁護士会に在籍するのは2,046名で、三大都市圏で全国の弁護士数の6割を超える格好となっている。
日本弁護士連合会では、2000年6月以降、弁護士が2人未満の「弁護士ゼロワン地域」の解消を目的にひまわり基金法律事務所を各地に設立し、2020年末時点でその数は全国36か所となっている。しかし、弁護士ゼロワン地域をなくすには至っていないうえ、少数の弁護士を配置しても地域住民が物理的距離感を障壁に感じて利用が進まなかったり、逆に少数の弁護士に地域の全業務が集中して負担が大きくなりすぎるといった問題も残されている。新規登録弁護士には大都市志向が高まっている傾向があり、地方で働く若手弁護士の増加が望まれている。

#### 依頼費用・報酬面の問題
弁護士報酬は、原則として各弁護士が定めるもので統一的・客観的な基準はなく、依頼者と弁護士の契約に委ねられているが、依頼者がこれを高額と感じることがある。
資力の乏しい者が弁護士の援助を受ける方法としては、日本司法支援センター（法テラス）による法律扶助の制度があり、「勝訴の見込みがないとはいえない」場合、弁護士費用や裁判費用の援助が受けられる。法テラスは､弁護士紹介事業も行っている。
また、難民認定申請や在留特別許可の申請、不法滞在者の労働問題などについては、日本弁護士連合会が援助を行っている。
刑事事件においては各種の制度が整いつつあり、被疑者となった場合に1回に限り無料で弁護士の出動を依頼できる当番弁護士制度や、無資力の被疑者のために弁護士費用を援助する被疑者弁護扶助制度、刑事被告人に資力がないときに裁判所が被告人のために弁護人を選任する国選弁護制度などの制度がある。また、一定の重罪事件については被疑者段階でも無資力の被疑者のために国選弁護人を付する被疑者国選弁護人制度が設けられている。
もっとも、当番弁護士制度は弁護士自身の負担で維持されている状況であり、国選弁護人に対する報酬が低廉であること、被疑者弁護扶助制度について十分に知られておらず、貧しいために被疑者段階で本来必要な弁護人の援助を受けられない者もおり、捜査機関から弁護人を選任しないよう被疑者や被疑者の家族に対して働き掛けがなされるなど問題点も多い。

#### 会費問題
弁護士会の会費は高額であり、平成21年度の東京弁護士会の会費は59万6500円になっている。
このように高額な会費となっている理由は、弁護士自治の関係で弁護士会の運営が会費でまかなわれているためもあるが、弁護士会が公益活動を会費を支出して行っているためでもある。現在、日弁連では、(1)被疑者弁護、(2)少年付添、(3)犯罪被害者、(4)難民認定、(5)外国人、(6)子ども、(7)精神障害者、(8)心神喪失者等、(9)高齢者、障害者及びホームレスに関する9事業について、法テラスに委託して法律援助事業を行っている。弁護士会内ではこれらの事業は本来公益性が高く国の負担で行われるべきとの意見が強いが、これらに対する事業は弁護士会からの支出によってまかなわれており、個々の弁護士に会費という形で徴収されている。
収入が少ない若手会員にとってこの負担は大きく、滞納という現実もあると指摘されている。滞納すると退去命令の懲戒処分を受けて弁護士資格を失うこともある。

### 不祥事
タクシー運転手への暴行から事件放置、横領などに至るまで、不祥事の増加が報じられている。

多発する不祥事の類型としては預かり金の着服などの横領事案が典型的と指摘される。その要因としては、弁護士数の増加により従来のような営業活動では顧客獲得が困難になったことで、集客などの業務を外部業者に委託する弁護士が増えたことに伴い、非弁提携のリスクが増大していることが指摘されている。

報道された最大規模の横領事案としては、岡山弁護士会所属の弁護士が依頼された案件22件において計9億円を横領した事例がある。本件においては懲役14年の有罪判決が確定している。
2011年には、債務整理を手掛ける弁護士のトラブルの多発を受けて、債務整理事件処理の規律を定める規程が日弁連で制定された。
2013年ごろには成年後見に関する横領などの不祥事が増加し、これを問題視する報道もなされた。なお、専門職後見人（弁護士のみならず、司法書士、社会福祉士なども含む。）による不祥事は、2014年には22件計5億6000万円に達していたが、令和2年には30件計1億5000万円となっている。
2023年12月には、ロマンス詐欺の被害金の回収を謳い、弁護士の名義を使わせ被害金の回収業務を行わせたなどとして、法律事務所が摘発され、所長を務める弁護士らが弁護士法違反容疑で逮捕されている。回収見込みがないにもかかわらず、弁護士が高額の着手金を受け取るケースが全国的に多発しており、被害者が二次被害を受けている実態が浮き彫りとなっている。今回の摘発は全国初のこととなる。
過去10年間において懲戒処分を受けた弁護士および弁護士法人の数は、全国の弁護士および弁護士法人数に対し毎年0.2%~0.3%程度であり、大きな変動はない。